# Prugasti čagalj
Prugasti čagalj ili Prugasti šakal (latinski: Canis adustus) je vrsta čaglja, porijeklom iz središnje te južne Afrike.  Za razliku od svog rođaka, manjeg crnoleđog čaglja, koji obitava u otvorenim ravnicama, prugasti čagalj primarno obitava u šumama i šikarama.
Prugasti čagalj je težak od 6,5 do 14 kg, duljine glave i tijela od 69 do 81 cm te duljine repa od 30 do 41 cm. Visina do ramena može biti u rasponu od 35 do 50 cm. Njegovo krzno je sivo. Leđa su tamnije sive nego donji dio trupa, rep je crn s bijelim vrhom. Nejasne bijele pruge su prisutni na bokovima. Lubanja je slična onoj u crnoleđeg čaglja, ali je ravnija, s dužim i užim nosnicama.
Prugasti čagalj za razliku od drugih čagalja nije isključivi mesojed, vrlo je prilagodljiv svejed čije prehrambene navike ovise o sezonskim i lokalnim varijacijama. Čagalj se obično hrani sam, iako su zapažene grupe do 12 čagalja gdje se hrane zajedno u zapadnom Zimbabveu. Hrani se uglavnom malim beskralježnjacima i malim sisavcima.
Države u kojima obitava prugasti čagalj su Angola, Bocvana, Kamerun, Srednjoafrička Republika, DR Kongo, Etiopija, Gabon, Kenija, Malavi, Mozambik, Namibija, Niger, Nigerija, Kongo, Senegal, JAR, Sudan, Tanzanija, Uganda, Zambija i Zimbabve.